# Guérewol

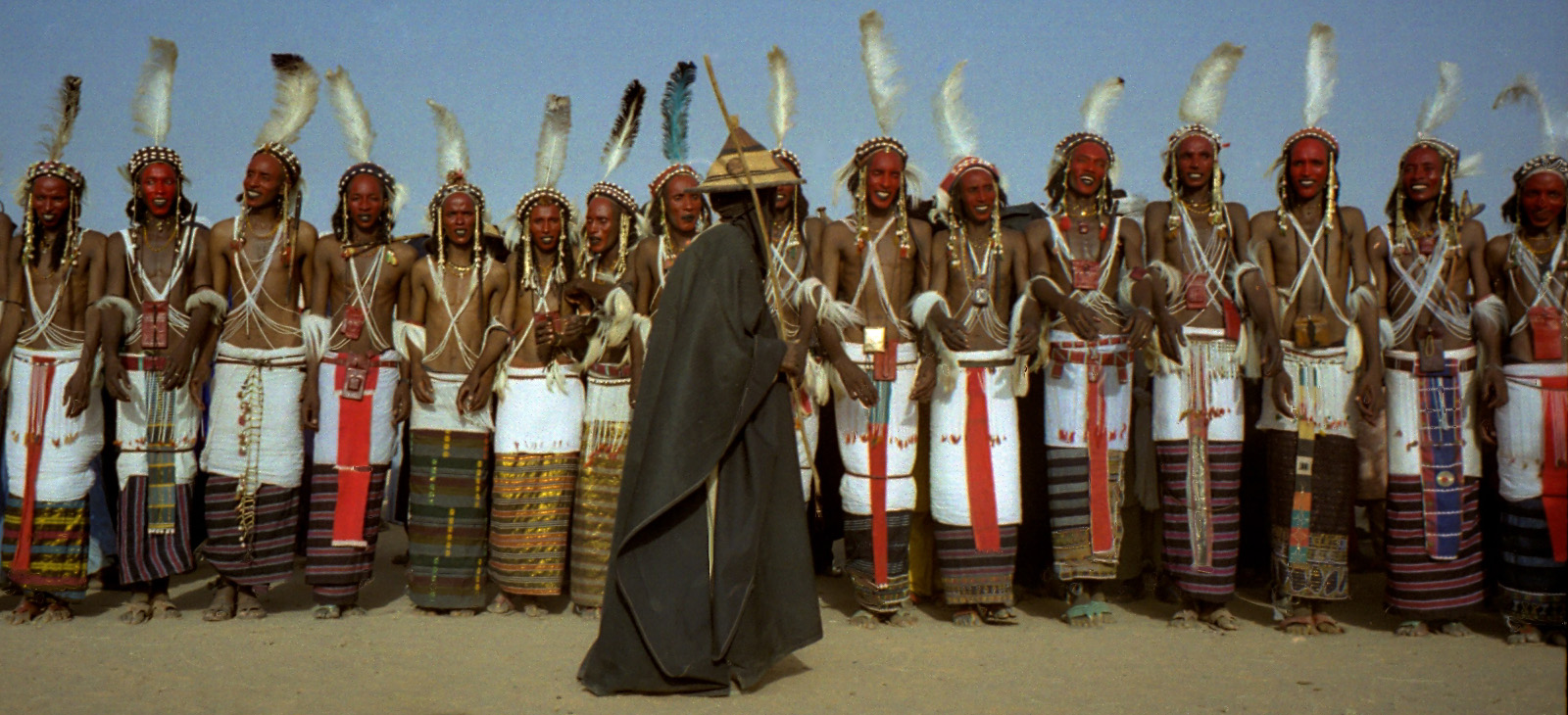
Männliche Teilnehmer des Guérewol in Niger

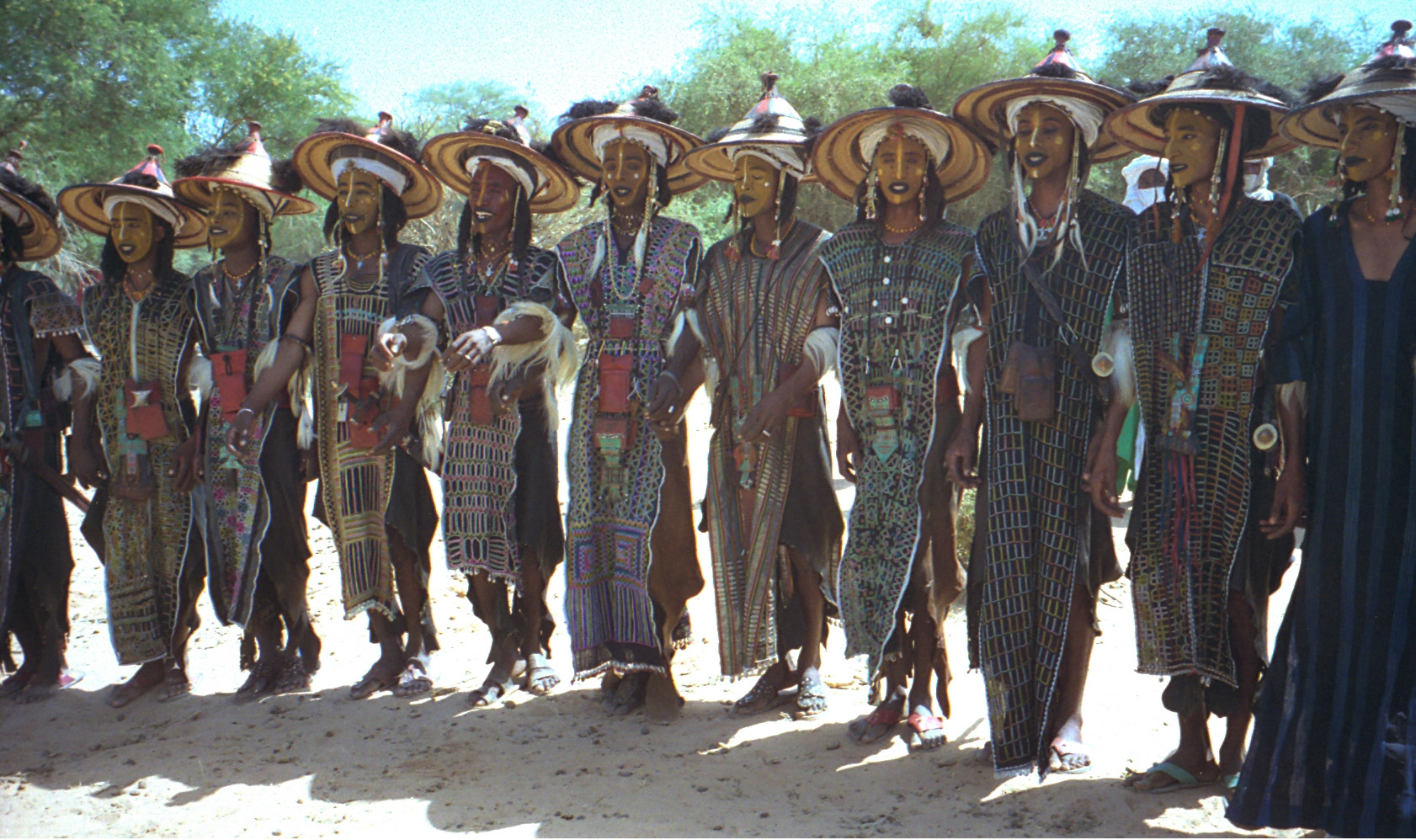
Yaake-Demonstration

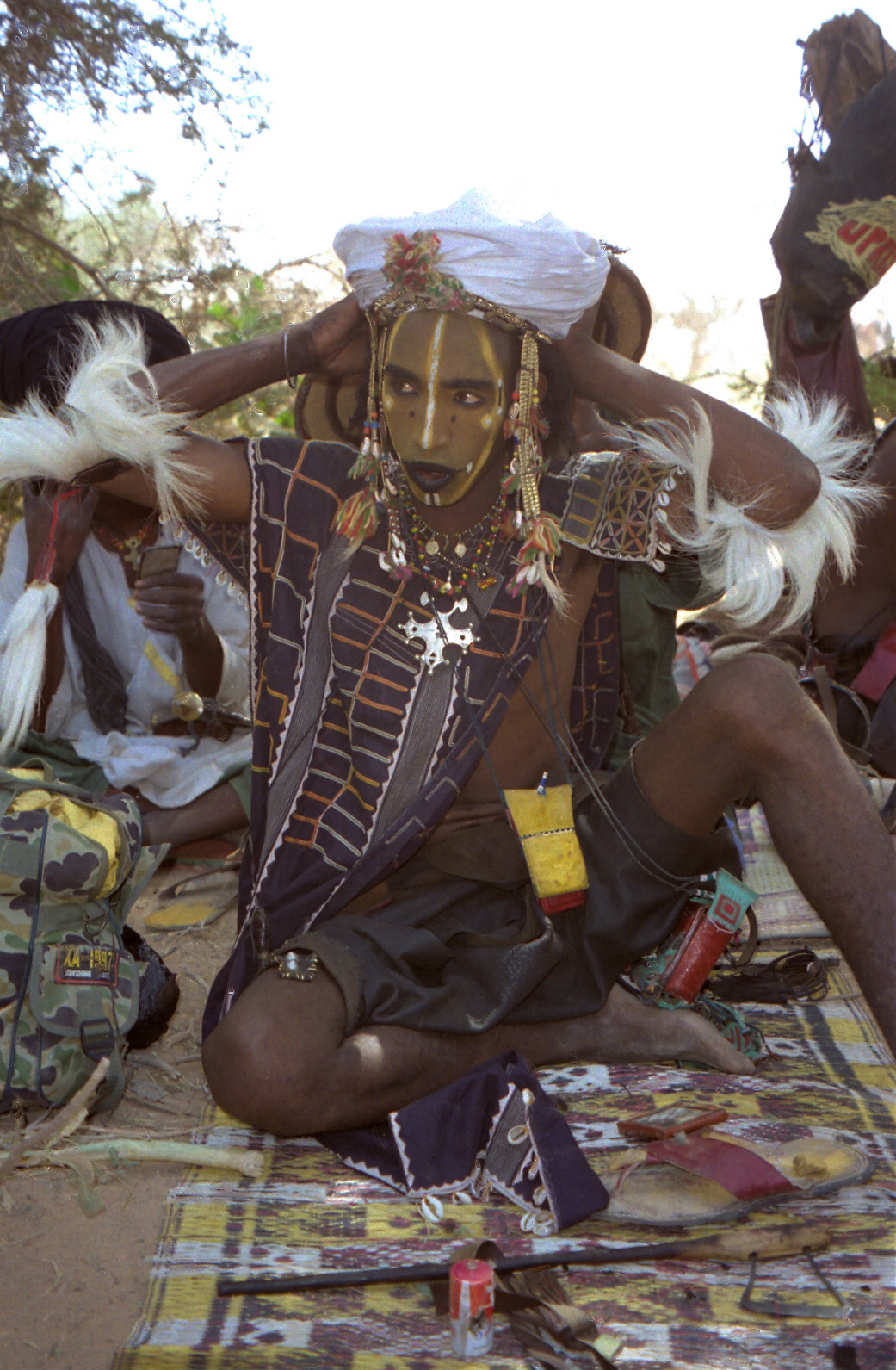
Die Yaake-Zierde bedeutet hohen individuellen Aufwand

Guérewol (var. Geerewol, Guerewol, Gerewol), (vb. yeera = umherschauen) ist ein vom westafrikanischen Nomadenstamm der Wodaabe gefeiertes „Brautschaufestival“. Die Wodaabe (Fulbe Bororo) gehören zur ethnischen Gruppe der Fulbe. Ihr Verbreitungsgebiet reicht vom Niger über Nigeria, Tschad und Kamerun. In allen diesen Ländern wird das Guérewol-Fest ausgetragen.

## Das jährliche Fest
Das Fest findet alljährlich im September zum Ende der Regenzeit statt. Es dauert sieben Tage und lockt zahlreiche Männer an, die zusammen einen Schönheitswettbewerb austragen. Gegenstand des Festes sind Tanzereignisse im balzend-rituellen Stil. Sie werden vor den Augen der versammelten Frauen aufgeführt. Vergleichbar einem großen Heiratsmarkt, suchen sich die Frauen Männer aus und nehmen Berührungskontakt zu demjenigen auf, auf den die Gunst fällt. Sie fordern deren Aufmerksamkeit heraus, indem die Auserwählten sanft am Rücken gestreift werden. Sie erhoffen sich, als Ehefrauen und Liebhaberinnen auserwählt zu werden. Da es einem Wodaabe-Mann zugestanden wird bis zu vier Ehefrauen zu nehmen, besteht hoher Betrieb. Allein die erste Ehefrau wird von den Eltern ausgesucht, denn es muss Gewähr dafür getragen werden, dass sie einer verwandtschaftlichen Linie (Cousine) entstammen. Überregional gepriesen werden die Woodabe für ihre außergewöhnliche Anmut und Schönheit.
Das Guérewol-Fest umfasst drei prägende Tänze. Eröffnet wird mit dem Willkommenstanz (ruume). Der nächtliche Verführungstanz (yaake) gilt als sehr charmantes Spektakel. Das Wetteifern um den Titel des Schönsten ist Inhalt des eigentlichen Guérewol (geerewol). Beim Guérewol soll das Geburtsrecht auf Schönheit ausgedrückt werden können. Dieses Recht entstammt den Sitten der Vorfahren und ist für eine afrikanische Gesellschaft einzigartig.

## Ruume
Das Willkommensfest (ruume) eröffnet die Festivitäten. Sorgfältig geschminkt und mit weißem Turban auf dem Haupt tanzen die Männer entgegen dem Uhrzeigersinn im Kreis. Im Gleichklang wird gesungen und in die Hände geklatscht. Besungen werden weibliche Anmut und Begehrlichkeit. Die Wiederholungen zielen zunehmend in einen Zustand der Trance. Hier kommt es bereits zu intimen Annäherungen zum weiblichen Geschlecht.

## Yaake
Das eigentliche Tanzgroßereignis ist Yaake. Elemente des Festes, etwa der Austausch der Aussteuer (Mitgift), unterschiedliche Wettbewerbsveranstaltungen und Kamelrennen erstrecken sich über Tage. Die Männer heben ihr männliches Schönheitsideal durch üppige Make-ups hervor. Dabei wird auf Symmetrie und Gleichmäßigkeit der aufgetragenen Kosmetik geachtet. Straußenfedern, Kaurischnecken, Ledergurte, Fulbehüte und zeremonielle Äxte sowie stilvolle Tracht kleiden die Teilnehmer. Betont werden der schlanke und muskulöse Körperbau. Als Schönheitsideal gilt auch eine hochgewachsene Statur. Weiteres Markenzeichen ist ein strahlend weißer Zahnbestand. Markant ist auch das Spiel mit gesetzten Reizen; so wird mittels Augenrollen imponiert, abgestellt auf das Hervorheben des Augenweiss, das mit der dunklen Hautfarbe kontrastiert. Getanzt wird in einem langsamen, stampfenden Rhythmus. Begleitet wird der von Trommelschlägen. Die Männer stehen in einer Linie, Schulter an Schulter. Die Frauen stehen den Männern gegenüber und begutachten die Darbietung. Im Idealfall werden Lob und Anerkennung kundgetan. Die Frauen küren den späteren Sieger. Die Teilnehmer nehmen häufig fermentierte Baumrindengebräue zu sich, die das Durchhaltevermögen bei den Tänzen steigern und zudem über einen halluzinogenen Effekt verfügen.

## Guérewol
Da das Yaake ein Ausscheidungswettkampf ist, nähert sich die Festivität dem Höhepunkt. Die letzten Konkurrenten werden mit Rossschweifen ausgestattet und bilden die letzte Tanzreihe für das große Finale. Drei unverheiratete Mädchen bilden das Schiedsgericht und werden den Ältesten vorgestellt. In kniender Haltung und mit sittsam gesenktem Blick begutachten sie die Vorführung der Männer. Nach einer Weile geht jede der drei Richterinnen auf ihren Favoriten zu und signalisiert mit anmutigem Armschwung ihre Entscheidung. Der Lohn des Sieges ist rein immateriell, steigert aber Stolz und Bewunderung.

## Cure Salée in Ingall
Besonders bekannt ist das Guérewol in Ingall im nigrischen Sahel. In Ingall findet das Fest als Cure Salée (Fest der Nomaden) statt. Neben Wodaabe versammeln sich hier auch Tuareg. Die nigrische Regierung sponsert das Fest seit den 1990er Jahren und legt den genauen Termin und die Dauer der Festivitäten fest, um Würdenträger und Künstler einladen zu können und Touristen anzuziehen. Weiterhin dienen die Zusammenkünfte praktischen Bedürfnissen. Es werden viele Bewohner der Region erreicht und beispielsweise kann über Gesundheitsmaßnahmen und -kampagnen aufgeklärt werden.

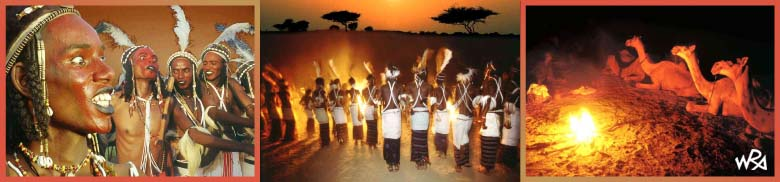
Rund um das Tanzgeschehen